# Estrella Polar (novela)
Estrella polar es una novela de misterio escrita por Martin Cruz Smith, ambientada en la Unión Soviética a finales de los años 1980. Es una secuela de la novela Parque Gorki protagonizada por el exinvestigador jefe de la milicia de Moscú Arkady Renko, situada durante el periodo de la Perestroika.

## Argumento
Después de destapar una trama de corrupción en las altas esferas (en Parque Gorki), Renko ha sido expulsado de su trabajo como investigador jefe de la policía de Moscú y se ve forzado a aceptar varios trabajos manuales en partes remotas de la Unión Soviética. Finalmente, termina limpiando pescado en un buque factoría en el mar de Bering, en parte para esconderse del KGB, quienes han intentado matarlo. El buque factoría es parte de una empresa conjunta entre los Estados Unidos y la Unión Soviética, los barcos de pesca estadounidenses capturan el pescado y se lo entregan al buque soviético para su procesado (limpieza y congelación).
Los otros miembros de la tripulación se han enrolado por el aliciente del permiso de un día en el puerto pesquero de los Estados Unidos de Dutch Harbor en las islas Aleutianas, con un salario extra en dólares para dejarles comprar bienes occidentales como reproductores de vídeo y casetes.
Sin embargo, al recoger las redes del barco, aparece en éstas el cuerpo de una tripulante, que ha sido asesinada. Renko acepta a regañadientes investigar los hechos, puesto que el comisario político del barco no le deja otra opción. Pero la obstinada insistencia de Renko en conocer toda la verdad del crimen provoca que el comisario presione a Renko para hacerlo pasar por un suicidio, amenazando con vetar la recalada en el puerto de los Estados Unidos y enemistando a Renko con la tripulación.